# 东直门外清真寺
39°56′27″N 116°25′59″E / 39.94085°N 116.43300°E
东直门外清真寺，位于北京市东城区东直门外察慈小区6号，是一座伊斯兰教清真寺。

## 简介
东直门外清真寺原址在东直门外小街北下关68号（原东直门外二里庄）。1935年金吉堂撰写的《中国回教史研究》记载："清真寺，东直门外二里庄，元代。"但该寺不见于其他史书记载。据说清朝曾重修该寺。中华人民共和国时期，该寺被占用，曾作为纸箱厂，山门、门楼都被拆除，大殿、东西配房等建筑尚存。1988年因城市建设需要，迁建到东直门桥附近的察慈小区现址，建成后对社会开放。
该寺的主要建筑有：
- 山门：面阔一间，硬山筒瓦调大脊，砖制仿木结构，脊顶有吻兽。山门东西两侧各开一个旁门，为穿堂门三小间，硬山筒瓦卷棚顶。山门额有民国二十一年（1932年）八月所刻“开天古教”。
- 礼拜殿：面阔三间，坐西朝东，硬山筒瓦调大脊，带前廊，廊为卷棚顶。
- 南、北讲堂：各三间，硬山筒瓦箍头脊。
- 东殿：面阔三间，硬山筒瓦箍头脊，殿顶有砖吻兽及五个小兽。[1][2]